# Daude de Carlus
Daude de Carlus o Caylus, anche scritto Déodat de Caylus o Deurde de Castlucio o Diode de Carlus (fl. XIII secolo) è stato un trovatore occasionale e mecenate occitano del XIII secolo, originario di Caylus nel Quercy, menzionato in una tenzone del 1217 quale protettore di giullari.
Della sua opera ci resta una cobla (En re no me semblaz joglar) dove rimprovera Gui de Glotos di mercanteggiare la sua arte sì da sembrare piuttosto un mercante che un giullare.
          [Daude]

          En re no me semblaz joglar,

          vos que us faiz, En Gi de Glotos,

          e no sia ja schirnitz per vos;

          mas digaz mi tot vostr'afar,

          o 'l vostr'autre nom vertadier,

          c'al mal me semblaz merchadier;

          e si vos es, no 'l me celaz per re,

          que us assegur, et aseguraz me.